# Транскрипција (генетика)
Транскрипција је синтеза РНК молекула као копије дела једног ланца ДНК (гена) коју катализује ензим РНК полимераза, другим речима транскрипција је ништа више до претварања генетичке информације из облика ДНК у РНК. Врши се у једру еукариота, односно нуклеоиду прокариота у 5'→ 3' правцу. Да би се извршила транскрипција (преписивање) ланци ДНК морају да се из спирално увијених пребаце у линеарни облик (у овом кораку ДНК молекул изгледа као мердевине), и затим се ланци раздвоје, где један од њих служи као калуп према коме се ређају комплементарни нуклеотиди РНК: наспрам аденина ДНК поставља се урацил РНК, а наспрам гуанина ДНК – цитозин РНК:
Транскрипција има механизме који током саме транскрипције као и након процеса иду дуж новонасталог ланца и поправљају грешке, али су механизми мање ефективни од механизама нађених при репликацији ДНК молекула, тако да процес транскрипције име виши степен варијација и грешака.
Транскрипција ДНК је кључни корак у преношењу информације од ДНК до протеина. Синтеза и-РНК почиње када је ћелији потребан одређени протеин. 
За активност РНК-полимеразе, слично као и за ДНК-полимеразу, потребно је присуство ДНК ланца-матрице. Међутим, за разлику од ДНК-полимеразе, за РНК полимеразе нису потребни прајмери. Новосинтетисани ланац РНК је увек и по смеру и по редоследу нуклеотида идентичан оном ланцу који није преписиван (само што уместо тимина садржи урацил):
- ДНК молекул: 5' АААTTCCCG 3'
- РНК молекул: 3' UUUAAGGGC 5'

## Ток транскрипције
Транскрипција се одвија кроз три фазе: фазу иницијације, елонгације и терминације.

### Иницијација
- Ензим РНК полимераза се састоји од себи својствене секвенце нуклеотида. Да би транскрипција почела, ензим РНК полимераза мора да препозна ту исту секвенцу на молекулу ДНК, која се налази у региону названом промотер. Место почетка транскрипције је означено са +1, тако да све што се налази надесно од тог места означава се са + (плус), док све секвенце које су улево од тог места су обележене са - (минус). У самој транскрипцији постоје много фактора, који на овај или онај начин утичу на сам процес, и сваки од тих фактора има себи својствену секвенцу. Тако да би лакше пронашли одређене секвенце, онда им додељујемо место на ДНК ланцу и тиме олакшавамо налажење специфичних фактора, на пример, 5'- GCGC -3' кутија се налази на месту -35 и тиме можемо лакше да се оријентишемо и проналазимо секвенце од значаја. У овом кораку ДНК је и даље нераздвојен, тј два ланца су спојена и овај систем се назива затворени комплекс.
- У овом кораку ланци ДНК молекула се раздвајају и сада молекул постаје отворени комплекс.
- РНК полимераза иде дуж молекула ДНК и синтетише нови ланац на основу постојећег ДНК ланца, и цео процес је веома сличан ДНК репликацији, али у РНК молекулу тимин је замењен урацилом. Као што је горе наведено, транскрипција се врши у 5' → 3' правцу. Цео процес транскрипције је могућ захваљујући сигма фактору који усмерава транскрипцију. Наиме, РНК полимераза без везаног сигма фактора преписује ДНК потпуно неселективно. Тек се везивањем овог специфичног фактора за полимеразу добија холоензим који се креће дуж ДНК све док не препозна промоторно место, за које се везује.
- Фаза иницијације се завршава када се сигма фактор одвоји од механизма за транскрипцију и у растући ланац прекурсорске иРНК угради први нуклеотид. Ово означава почетак елонгације.

### Елонгација
Ензим РНК полимераза иде дуж ДНК и синтетише комплементарни РНК молекул. Током елонгације, ензими иду дуж ланца и врше поправке настале током транскрипције која је веома брз процес. Два од најзначајнија начина поправке су:
- Пирофосфоролитичко едитовање при коме РНК полимераза одмах након налажења погрешно спарених нуклеотида, избацује један нуклеотид који се замењује правилним
- Хидролитилко едитовање при коме РНК полимераза стимулисана Гре фактором иде уназад од правца транскрипције и поправља погрешно постављене нуклеотиде.

У фази елонгације РНК полимераза одвија један завој ДНК при чему се ланци раздвајају. Један од ланаца служи као матрица према коме РНК полимераза ређа комплементарне нуклеотиде РНК у 5'-3' правцу.

### Терминација
Ређање нуклеотида РНК врши се све док РНК полимераза не стигне до низа нуклеотида, односно специфичне секвенце, који се називају терминациони (стоп) сигнал . На том месту се транскрипција зауставља, а новонастали молекул РНК се ослобађа са матрице (до тада је био за матрицу везан само својим 3' крајем). То представља последњу фазу терминације.

## Транскрипције код Еукариота и Прокариота
Код прокариота преписана РНК (примарни транскрипт) се одмах може укључити у синтезу протеина. Шта више, у in vitro проучавањима, показано је да транслација код прокариота може да почне док транскрипција још увек траје како нема сегрегације генетичког материјала од остатка цитоплазме. Код еукариота се, међутим, транскрипти морају у једру додатно обрадити да би постале зреле РНК способне да отпочну синтезу протеина. Овај процес означава се као обрада примарног транскрипта. Тек тако обрађене шаљу се у цитоплазму где ће се обавити синтеза протеина. Додатна обрада преписаних РНК састоји се у модификацији њихових крајева (5' и 3' краја) и у исецању интрона и спајању егзона. Механизам искрајања интрона мора бити такав да обезбеди максималну прецизност, јер би грешка у само једном нуклеотиду потпуно променила све кодове у и-РНК од тог места надаље и произвела погрешну информацију за синтезу протеина. 
Такође једна од битних разлика између прокариотске и еукариотске транскрипције је та што код еукариота постоје три ензима РНК полимеразе
- РНК полимераза I се налази у нуклеолусу и одговорна је за транскрипцију рибозомалних РНК молекула рРНК.
- РНК полимераза II се налази у нуклеусу и одговорна је за транскрипцију информативне РНК иРНК и за одређене мале нуклеарне РНК молекуле мнРНК.
- РНК полимераза III је одговорна за транскрипцију транспортне РНК молекуле, тј тРНК.